# Centro de estudos luso-brasileiros
Centro de estudos luso-brasileiros é um centro cultural criado em 1995 na Universidade de São Petersburgo, Rússia. O Centro organiza conferências e congressos internacionais sobre vários aspectos de relações da Rússia com o Brasil, Portugal e outros países lusófonos. Mantém relações com universidades e organizações culturais em Portugal e no Brasil, entre as quais a Universidade Federal de Minas Gerais (Brasil), a Universidade do Minho (Portugal), Instituto Camões, Irmandades da Fala de Galiza e Portugal, etc.